# Luzonica bicarinata
Luzonica bicarinata är en insektsart som beskrevs av Willemse, C. 1933. Luzonica bicarinata ingår i släktet Luzonica och familjen gräshoppor. Inga underarter finns listade i Catalogue of Life.